# Ich bin auch nur eine Frau
Ich bin auch nur eine Frau ist ein deutscher Spielfilm aus dem Jahr 1962 von Alfred Weidenmann mit Maria Schell und Paul Hubschmid in den Hauptrollen.

## Handlung
Dr. Lilli König arbeitet als Psychotherapeutin mit eigener Praxis. Ihr Liebesleben ist aufgrund eigener Ängste und Neurosen eine einzige Katastrophe. Eines Tages behandelt sie eine Patientin, die junge Pauline, der sie nahelegt, sich von ihrem Liebhaber zu trennen, da dieser nicht zu ihr passe. 
Erbost über diesen Ratschlag, sucht der Betroffene, der notorisch flirtfreudige Modefotograf Martin Bohlen, Lilli König auf und gibt sich als ein neuer Patient aus. Als sein Problem gibt Martin ihr gegenüber vor, zur Liebe nicht fähig zu sein. In Wirklichkeit will er es aber der Therapeutin so richtig zeigen und seinen ganzen Charme versprühen, um die spröde Lilli, die sich zwischen Pauline und ihn gestellt hatte, im Sturm zu erobern und seinen von ihr beschädigten, männlichen Stolz wiederzuerlangen. 
Nach allerlei Komplikationen beginnt Frau Doktor, ganz gegen ihr bisheriges Naturell, Gefallen an diesem Patienten zu finden, und beide verlieben sich ineinander.

## Produktionsnotizen
Ich bin auch nur eine Frau entstand vom 20. August bis zum 1. Oktober 1962 in Berlin. Die Uraufführung war am 30. November 1962. Die Fernseh-Erstausstrahlung fand am 17. Februar 1969 im ZDF statt.
Fritz Klotzsch hatte die Produktionsleitung, Wieland Liebske diente Alfred Weidenmann als Regieassistent. Die Filmbauten entwarf Helmut Nentwig und ließ sie von Walter Kutz ausführen, die Kostüme stammen von Hannelore Wessel. Clemens Tütsch sorgte für den Ton. Der während der Dreharbeiten 17-jährige Ulli Lommel gab hier mit einem Kurzauftritt sein Kinofilmdebüt.

## Kritiken
„Statt möglicher Komik machen sich fade Frivolität und Peinlichkeit breit. Die dem Film zugrundeliegende, im Dialog oft drastisch ausgesprochene Haltung gegenüber Liebes- und Geschlechtsproblemen nötigt zum Widerspruch.“

Paimann’s Filmlisten resümierte: „Trotz … Grundidee dank netter Einfälle, Gags, pointenreicher Dialoge, flotter Regie und, nicht zuletzt, des charmanten Spiels fast Hollywood-Niveau.“

„Plumpe und peinliche Komödie.“

„Deutsches Filmlustspiel mit einigen netten Stellen, zumeist aber platten und anzüglichen Geschmacklosigkeiten und bedenklichen Grundsätzen. Wir lehnen ab.“